# Kalistat Lund
Kalistat Lund (* 8. května 1959) je grónský politik.

## Životopis
Kalistat Lund je synem chovatele ovcí Christiana Adolfa „Dolfe“ Lunda a jeho manželky Marie-Katrine Lundové. Prostřednictvím svého otce je vnukem básníka Henrika Lunda (1875–1948). Jeho babička a otec patří k nejstarším obyvatelům Grónska vůbec. Jeho starší sestrou je politička Augusta Salling.
Kalistat Lund navštěvoval od roku 1966 školu v Qassiarsuku. Poté strávil rok v Dánsku a do roku 1978 navštěvoval střední školu v Narsaqu a v roce 1980 složil vyšší přípravnou zkoušku v Nuuku. Poté pracoval jako pomocník na letišti Narsarsuaq, kde přišel do styku s letectvím. V roce 1982 zahájil výcvik jako letecký mechanik, který dokončil v roce 1986. V roce 1988 dokončil pilotní výcvik. V letech 1991 až 2020 pracoval jako pilot vrtulníku.
V roce 1978 se Lund stal členem strany Siumut. V letech 1997 až 2001 byl starostou okresu Narsaq. Poprvé kandidoval v parlamentních volbách v roce 2002, kdy skončil jako třetí náhradník za stranu Siumut, odkud v roce 2003 a od dubna 2004 zasedal v Grónském parlamentu. V letech 2004 až 2006 byl předsedou výboru pro nezávislost Grónska (Selvstyrekommission) V dubnu 2005 odešel do důchodu a jeho poslanecký mandát získal Jørgen Wæver Johansen. V komunálních volbách v roce 2008 postoupil do zastupitelstva kraje Kujalleq.
V roce 2013 opustil Siumut, údajně kvůli dlouhodobým neshodám v zásadních politických otázkách a stal se členem strany Inuit Ataqatigiit. Za ně v parlamentních volbách téhož roku postoupil do Grónského parlamentu a ve volbách v roce 2014 se mu podařilo mandát obhájit. V dubnu 2017 odstoupil z parlamentu, aby se mohl věnovat své profesi pilota vrtulníku. V roce 2018 proto již nekandidoval. Poté, co v roce 2020 ukončil kariéru pilota, kandidoval v parlamentních volbách v roce 2021, byl zvolen poslancem a následně jmenován ministrem zemědělství, soběstačnosti, energetiky a životního prostředí v Egedeho vládě.